# حجينة ضيقة الأورق
حُجَيْنَة ضيقة الأوراق نوع من الحجينة. عشبة دوفصية سبروتية. أوراقها خيطية قليلة العدد الذي يراوح من 2 إلى 3. لونها إلى الخضار الجميل. تظهر مع الأزهار وتطول من 15 إلى 35 سم. شمراخها يرتفع نحو 40 سم. أزهارها عادمة العرف، حمراء كبيرة قطرها نحو 5 سم. أهانها نحو 4 سم. تنويرها خريفي.